# マニ車
マニ車（マニぐるま、摩尼車）とは、仏の「身口意」の象徴のうち、「口の象徴」を回転する筒に収納した仏具。輪蔵、転経器（てんきょうき）とも訳す。

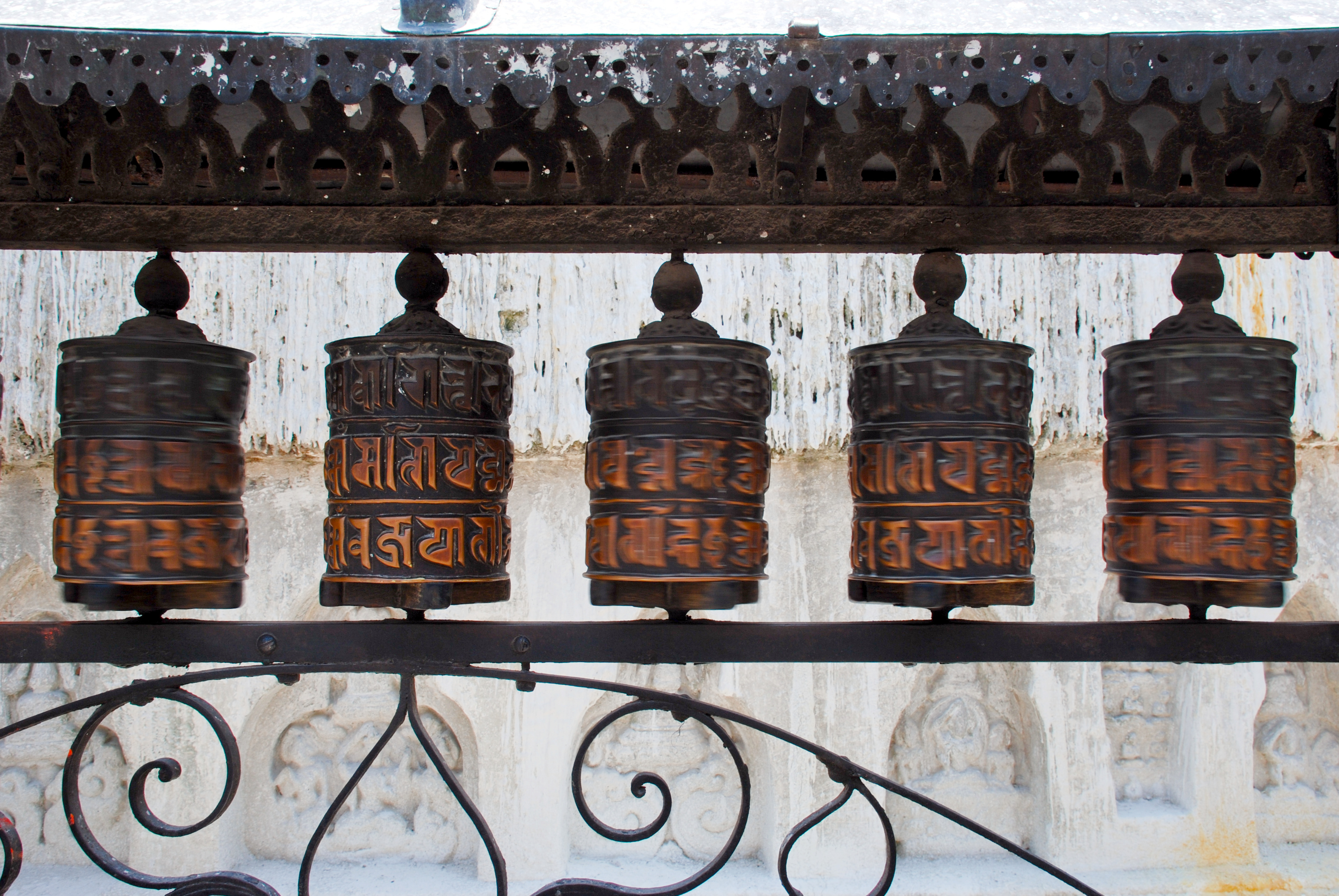
マニ車（ネパールでのもの）

チベット仏教圏（チベット・モンゴル他）ではマニコロ（チベット文字：མ་ཎི་འཁོར་ལོ་; ワイリー方式：ma Ni 'khor lo）と呼ばれ、1筒につき経典1帙を収めた中型のものを数十筒寺院の周囲に配置した中型のものや、真言を印刷した巻物を重りをつけた筒に納めた、片手で回転させる個人用の小型のものが広く普及している。「マニ」は如意宝珠（サンスクリット: cintāmaṇi）の略で、単独では「宝珠」の意味。「コロ」はチャクラの意味。ボン教でも同様のものが用いられるが、ボン教では「マシモ車」という。
日本では、一切経（=漢訳経典の全1式）一式を収めた大型の物が真言宗、天台宗、浄土宗などの大本山などに設置され、輪蔵（りんぞう）と称する。

## 構造
マニ車は円筒形で、側面にはマントラが刻まれており、内部にはロール状の経文、真言や、大型のものでは１秩がそのまま納められている。大きさは様々で、手に持てる大きさのものがあれば、寺院などでは数十センチ、大きいものでは数メートルにも及ぶマニ車が設置されている。
チベット仏教とボン教の混在地区などでは、仏具店でマニ車を購入しようとすると、どちらの宗教かを聞いてから内部にその宗教の経文をセットしてくれる。
近年は太陽電池とモーターを内蔵し自立回転する「ソーラーマニ車」も販売されている。

## 用法
マニ車・輪蔵を右回り（時計回り）に（ボン教の場合はマシモ車を左回りに）回転させると、回転させた数だけ内蔵された経・真言を唱えるのと同じ功徳があるとされている。。

## ギャラリー

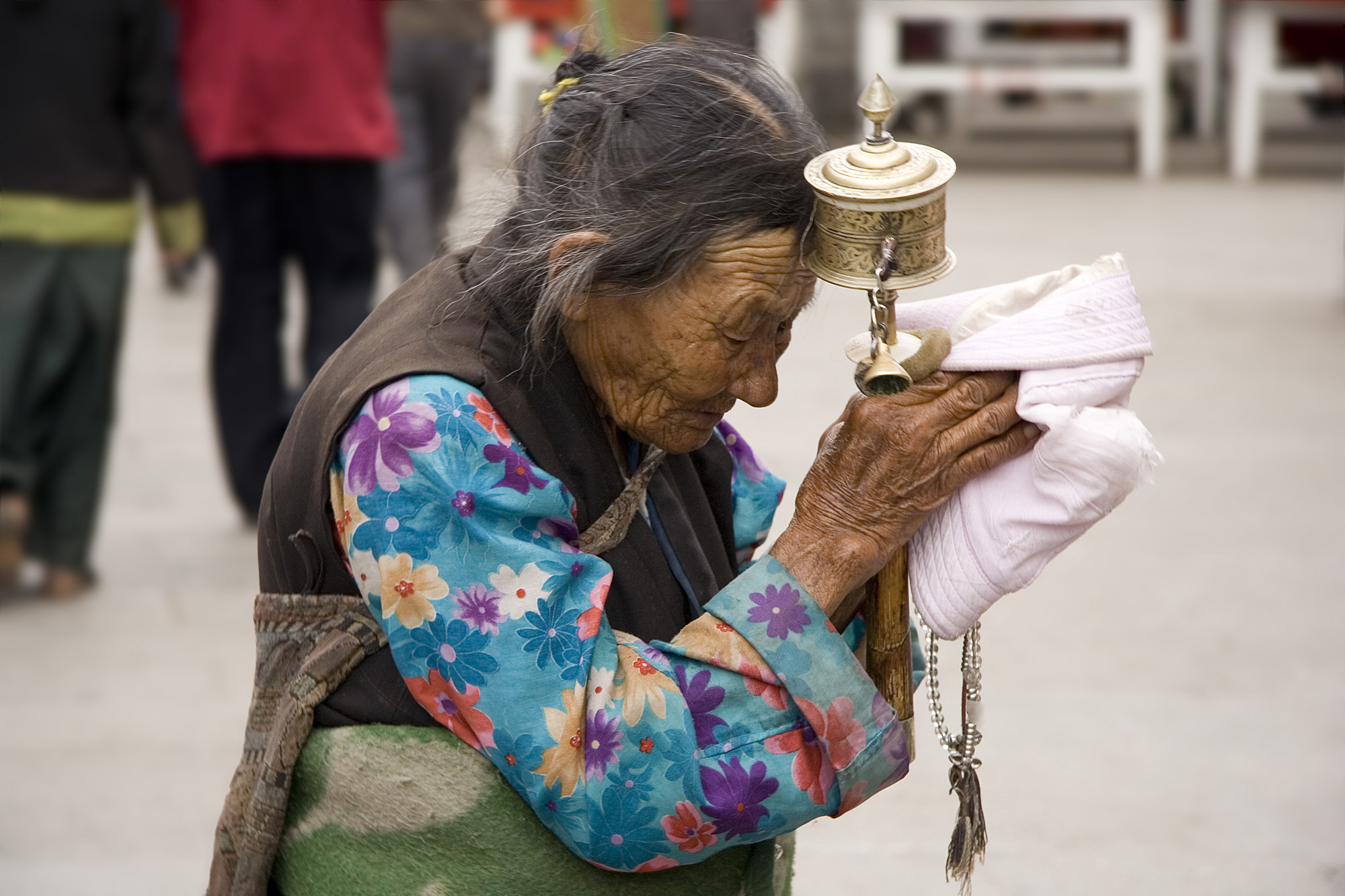
手に持ち回すマニ車
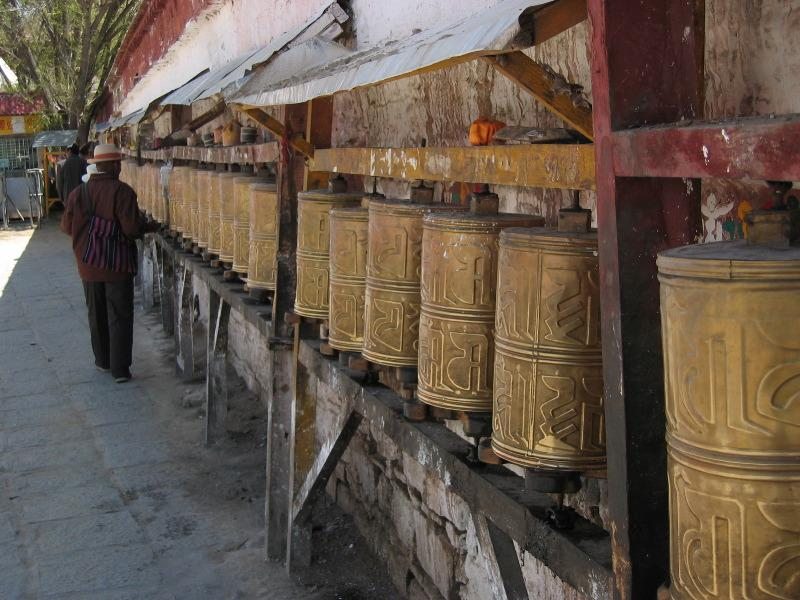
サムイェー寺のマニ車
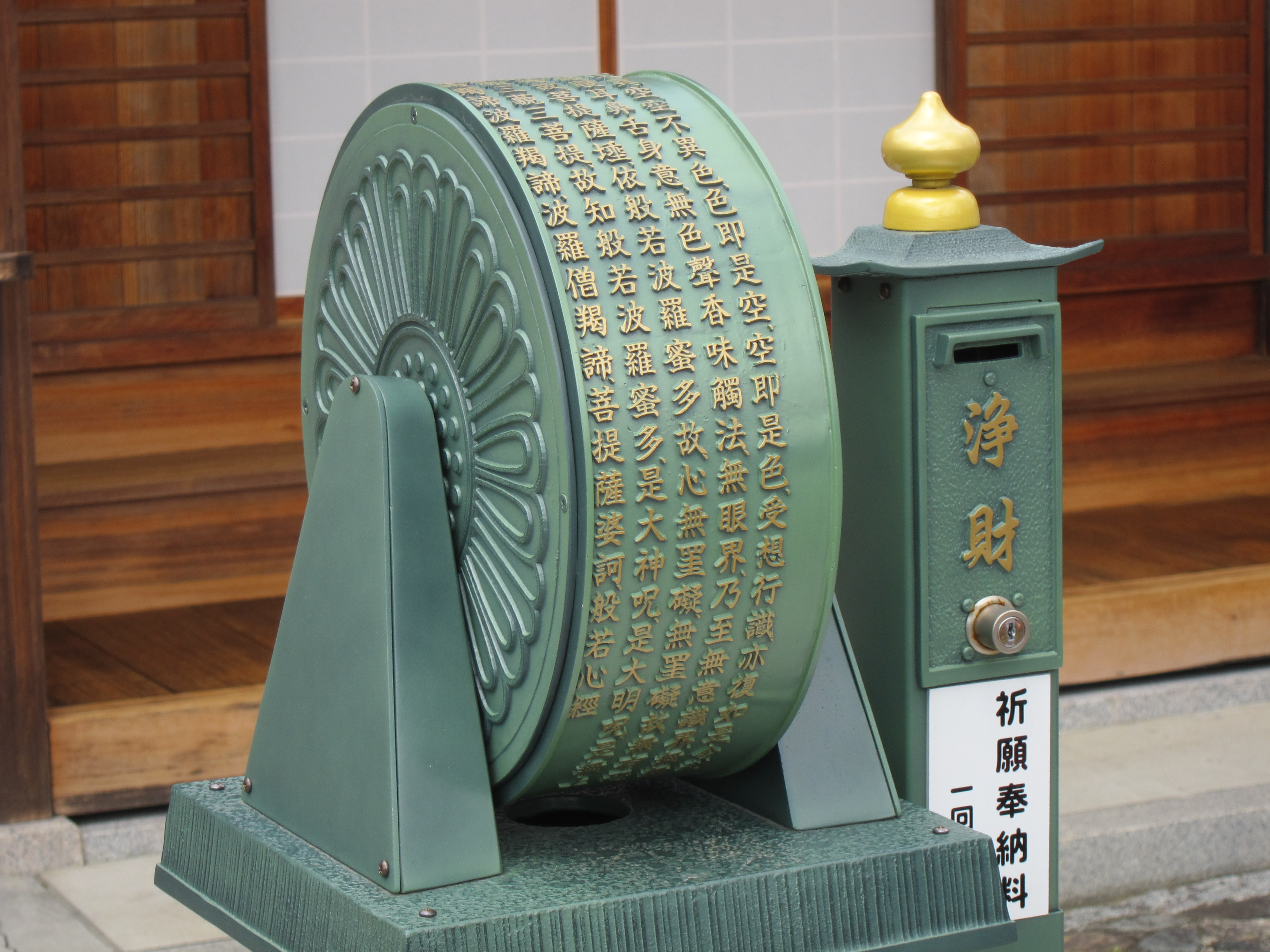
京都府宇治市の放生院にある輪蔵[疑問点 – ノート]